# Nova Mutum
Nova Mutum är en kommun i Brasilien.   Den ligger i delstaten Mato Grosso, i den centrala delen av landet, 900 km väster om huvudstaden Brasília. Antalet invånare är 31 633.
I omgivningarna runt Nova Mutum växer i huvudsak städsegrön lövskog. Trakten runt Nova Mutum är nära nog obefolkad, med mindre än två invånare per kvadratkilometer.